# Chủ nghĩa bảo thủ một quốc gia
Chủ nghĩa bảo thủ một quốc gia (tiếng Anh: One-nation conservatism) hay Chính sách Tory (tiếng Anh: Tory democracy) là một kiểu chế độ kiểu 'gia trưởng' của chính trị bảo thủ nước Anh, hay 'Chính sách Tory'. Chủ nghĩa này ủng hộ sự bảo tồn những chính sách của những thiết chế đã tồn tại và nguyên tắc truyền thống trong nền dân chủ chính trị, kết hợp với những chương trình về xã hội hay kinh tế được tạo ra nhằm đảm bảo quyền lợi cho mỗi người dân. Theo như triết học chính trị này, xã hội phải được lèo lái để phát triển theo hướng hữu cơ tự nhiên, chứ không phải kiểu can thiệp công nghiệp máy móc. Những tranh luận dấy lên khi thành viên trong xã hội phải có trách nhiệm giúp đỡ lẫn nhau, theo kiểu phả hệ gia trưởng, nghĩa là những người có tiền và quyền phải chia sẻ lợi ích của họ cho xã hội.  Vấn đề được bàn cãi cho rằng giới tinh hoa nên tạo nên những kiểu mẫu làm việc, để mà thu hút những nhu cầu cũng như kích thích sự say mê của mọi tầng lớp, lao động cũng như quản lý, thay vì chỉ phục vụ cho tầng lớp doanh nhân.
Cụm từ 'Chính sách Tory' bắt nguồn từ  thủ tướng Benjamin Disraeli (1804 – 1881), người phát ngôn đại diện cho đường lối bảo thủ và trở thành Thủ Tướng Chính Phủ trong tháng 2 năm 1868. Ông nghĩ ra cách để thu hút tầng lớp lao động, những người ông thấy cách để cải thiện cuộc sống của họ khi làm việc trong nhà máy và những hoạt động về sức khỏe cũng như cách bảo vệ tốt hơn cho những người công nhân. Ý tưởng này bắt nguồn từ những chính sách của Disraeli trong chính phủ, trong suốt cuộc cải cách xã hội được thông qua bởi quốc hội Anh. Vào cuối thế kỷ 19, Đảng Bảo Thủ đã khước từ chính sách gia trưởng và ưu tiên mậu dịch tự do tư bản. Nửa đầu thế kỷ 20, nỗi sợ của những người theo chính sách cực đoan đã tiên đoán trước sự hồi sinh của 'Chủ nghĩa bảo thủ.' Đảng bảo thủ tiếp tục tán thành những chính sách này xuyên suốt hiệp ước sau chiến tranh từ năm 1945. Chủ nghĩa bảo thủ ảnh hưởng đến chính sách phúc lợi và dịch vụ chăm sóc sức khỏe của quốc gia.
Những năm sau khi dự luật mới ra đời, được ủng hộ bởi những người lãnh đạo như Margaret Thatcher. Chủ nghĩa này từ chối quyền lợi duy chỉ phục vụ cho tầng lớp thượng lưu mà ngược lại, quyền lợi phải chia đều cho những giai cấp khác theo như chính sách phúc lợi của Keynesian. Trong thế kỷ 21, giới lãnh đạo của Đảng Bảo Thủ đã công khai ủng hộ Chủ nghĩa bảo thủ. Ví dụ, ông David Cameron, lãnh đạo của Đảng Bảo Thủ từ năm 2005 đến 2016, đã xem thủ tướng Disraeli là một trong những nguyên thủ quốc gia ông thích nhất, điều này chứng tỏ quan điểm đồng thuận của ông về chính sách của Chủ nghĩa này. Những nhà bình luận đã nghi ngờ mức độ ông Cameron và liên minh ủng hộ ông đã theo chính sách của Chủ nghĩa bảo thủ, thay vì nói đó là những truyền thống kế nghiệp của Chủ nghĩa Thatcher. Trong năm 2016, kế vị ông Cameron bà Theresa May đề cập mình là người theo Chủ nghĩa bảo thủ trong bài phát biểu đầu tiên trước quốc hội và phác họa chính sách của bà về đường lối của Chủ nghĩa này. Kế vị bà May, thủ tướng Boris Johnson, đã có những đồng thuận tương tự về đường lối cũng như chính sách của thủ tướng tiền nhiệm.